# Bosco sacro

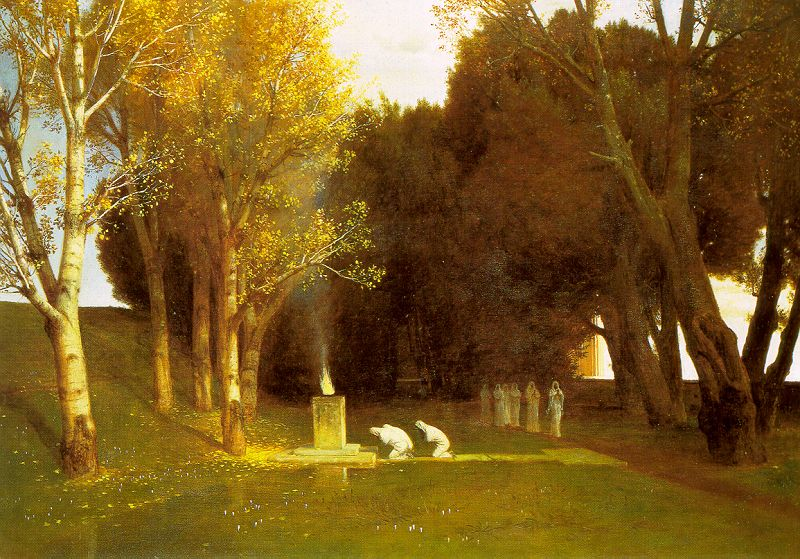
Arnold Böcklin: Il bosco sacro

Il bosco sacro è un luogo di culto caratteristico delle antiche religioni europee, ad esempio di quella romana, greca, celtica, baltica, e oggi utilizzati anche nel moderno neopaganesimo. I boschi sacri sono presenti a volte in religioni extraeuropee, dall'India alle foreste sacre dello shintoismo giapponese.

## Europa settentrionale
Il più famoso bosco sacro dell'Europa settentrionale nei pressi del tempio di Uppsala a Gamla Uppsala, descritto da Adamo di Brema.

## Europa centrale
Il bosco sacro dei Celti era chiamato nemeton.

## Europa mediterranea
Il più famoso bosco sacro della Grecia continentale è stato quello di Dodona, costituito da querce sacre a Zeus. Anche ad Atene, il sito dell'Accademia ateniese fu anticamente un bosco sacro di olivi, detto il "bosco di Academo". Ben note a tutti erano anche, grazie a Omero, le foreste di cipressi consacrate a Persefone. Platone parla del bosco sacro di Poseidone. Infine, Esiodo nomina il divino Olmeo, ai piedi dell'Elicona.

### Il bosco sacro di Cosilinum
COSILINUM: BOSCO SACRO, (Epigrafe di chiara indicazione)
-ANSIA TARVI F
-RUFA EX D D CIRC
-LUCUM MACER
-ET MURUM ET IANU
-  D S P F C
Il sito che meglio offre oggi prospettive archeologiche allettanti è quello di Cosilinum, nota in primis da un’epigrafe che nomina un Curator rei publicae Cosilinatium e da testimonianze su una Torre Quadrata di età repubblicana costruita da M. Minazio Sabino, di una recinzione di un lucus (bosco sacro) e della ricostruzione in età imperiale di una Porticus Herculis da parte di M. Vehilio Primo (il curator prima nominato).
Da Cosilinum dipendeva il sobborgo di Marcellianum posto lungo la Via Consolare Annia il cui toponimo parrebbe riferirsi all’età di Costantino (ed al Papa Marcello I).

#### LucuseNemus
I Romani davano ai boschi sacri il nome latino di Lucus o Nemus distinguendoli dai boschi privi di valore sacrale che venivano chiamati Silva. 
Nell'Italia centrale, la città odierna di Nemi richiama nel nome il nemus Aricinum ("bosco di Ariccia"), antica sede del santuario di Diana Nemorensis.
Esso sorgeva presso il Tempio di Diana (Nemi).

#### Illucusromano
Il Luco, in latino Lucus (con il significato originario di «radura nel bosco dove arriva la luce del sole») è il bosco sacro per gli antichi romani.
Un santuario dedicato alla ninfa Marìca era sulla sponda del fiume Garigliano in prossimità della città romana di Minturnae. Il Lucus Maricae, il bosco sacro a lei dedicato, era invece sulla sponda opposta, oggi la pineta della località turistica Baia Domizia. In questo bosco che un tempo doveva essere paludoso trovò rifugio il console Gaio Mario, nell'88 a.C., per salvarsi dai sicari inviati da Silla che volevano ucciderlo.

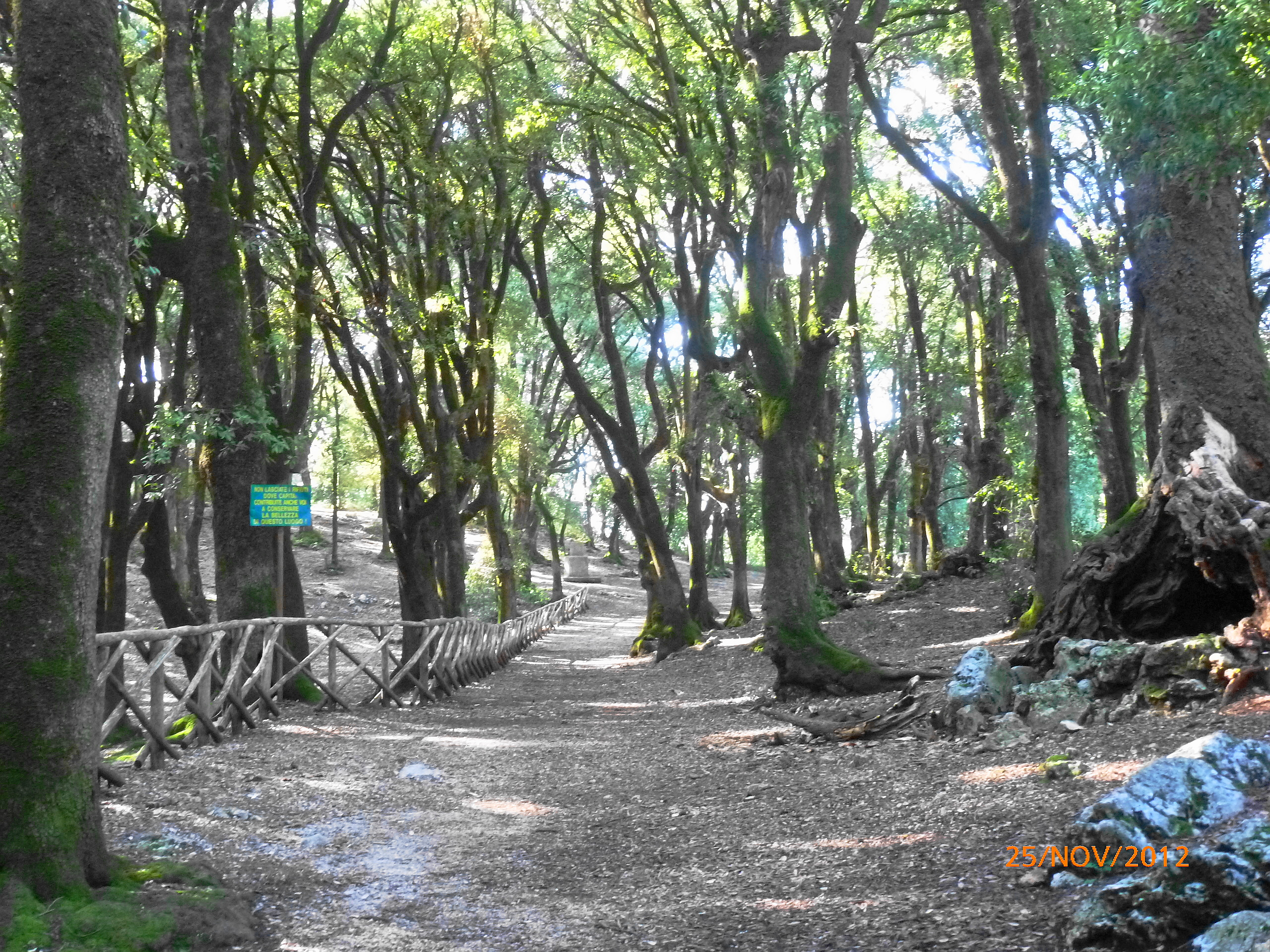
Bosco sacro - Monteluco di Spoleto.

Una grande lecceta con esemplari vecchi di oltre 2000 anni, si trova nel Bosco sacro di Monteluco di Spoleto. A fianco dei lecci sempreverdi e delle specie arboree dominanti si trovano aceri, carpini bianchi, noccioli, meli e ciliegi selvatici, maggiociondoli, corbezzoli e arbusti come per esempio il ginepro, la ginestra, il rovo, il biancospino, il corniolo e il viburno. 

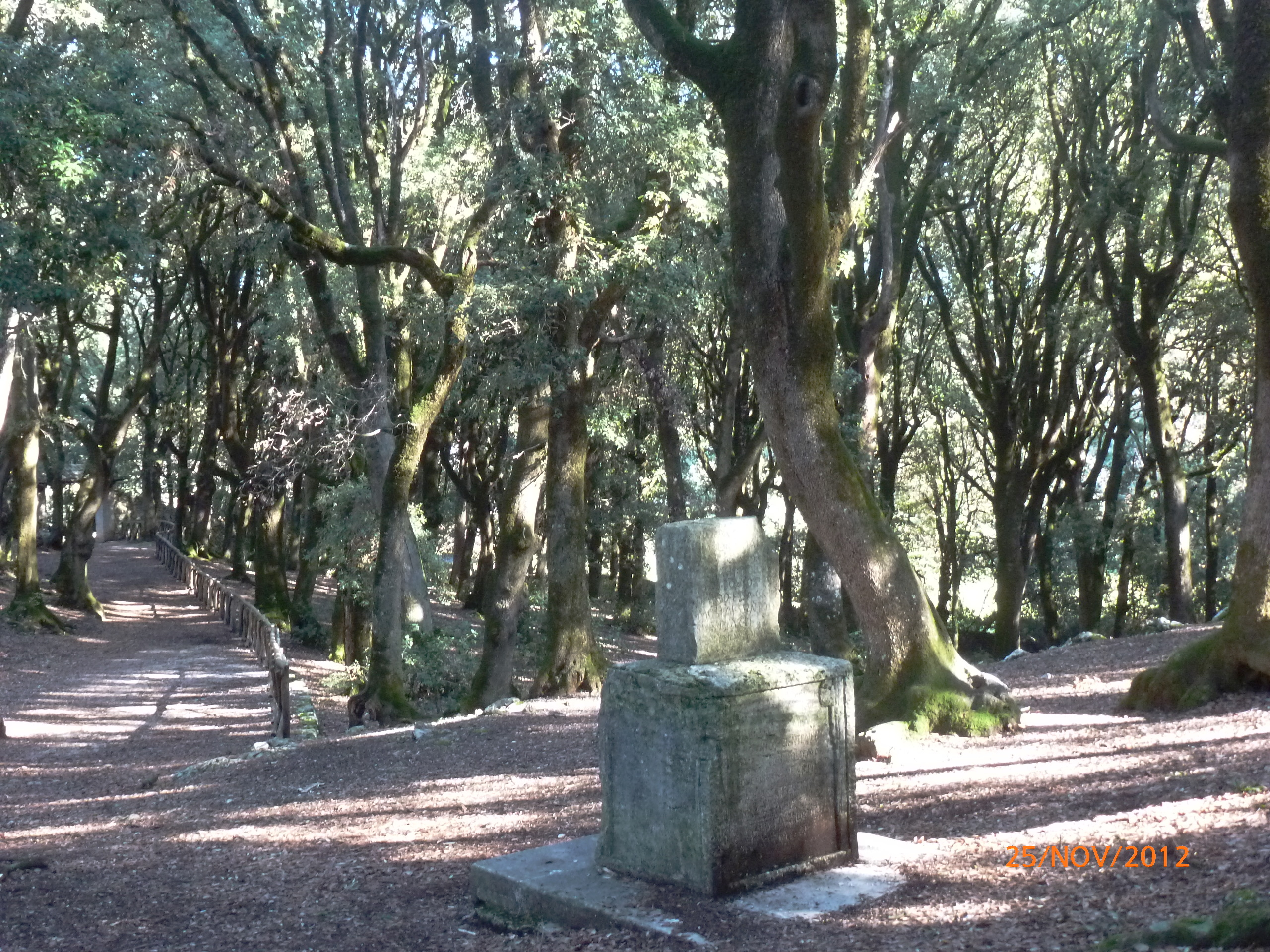
Riproduzione Lex Luci Spoletina - Monteluco di Spoleto.

All'interno del bosco è collocata la riproduzione di un cippo lapideo su cui è scritta la "Lex luci Spoletina", primo esempio di norma forestale nel mondo romano: iscrizioni su pietra del tardo III secolo a.C., scritte in latino arcaico, che stabiliscono le pene per la profanazione del bosco sacro dedicato a Giove.

La traduzione recita: 
(Traduzione dell'iscrizione del cippo lapideo della Lex spoletina)
L'originale attualmente è custodita al Museo Archeologico Nazionale nella città umbra di Spoleto.
Non distante era il Lucus Angitiae (oggi Luco dei Marsi), bosco sacro consacrato alla dea Angizia dal popolo italico dei Marsi.
Un Bosco Sacro, chiamato Lucus Vestae, era presente a Roma dietro alla Casa delle vergini Vestali sotto la pendice del Palatino; esso si ridusse per i vari ingrandimenti fatti alla casa e le ultime vestigia andarono in fiamme nel Grande incendio di Roma del 64.
Anche la collinare Lucera era anticamente un bosco sacro (etrusco "luk": bosco, "eri": sacro, una tra le sue probabili etimologie) e vantava una propria Lex de luco sacro, appunto. Dell'iscrizione, rinvenuta fortuitamente attorno alla metà dell'Ottocento e subito andata perduta, resta una trascrizione dell'epoca.
Il termine "Luco" rimane ancora oggi come elemento toponomastico piuttosto diffuso, soprattutto nell'Italia centrale e nelle Alpi Retiche meridionali: Monte Luco (in provincia di Bolzano), Luco di Mugello (in provincia di Firenze), Monte Luco della Berardenga (in provincia di Siena) Luco a Poggibonsi (SI), Poggio a Luco (in provincia di Firenze), Monteluco (in provincia di Perugia), Piediluco (in provincia di Terni), Luco dei Marsi (in provincia dell'Aquila), Passo del Lucomagno (nel Canton Ticino), la Lucania (Basilicata), Castel di Luco (in provincia di Ascoli Piceno).

## India
In India i boschi sacri vengono chiamati Devarakadus ("foreste degli dèi"). Un tempo venivano mantenuti dalla comunità locale, proibendo all'interno di essi la caccia e il disboscamento.

## Giappone
In Giappone esistono boschi e foreste sacre alla religione shintoista.

## Bosco funerario
Attualmente, in Europa va diffondendosi l'usanza ecologica dei boschi funerari, dove possono essere inumate le ceneri in un'urna biodegradabile attorno ad un albero prescelto (cosiddetta "sepoltura naturale"), oppure le ceneri vi si possono spargere.